# My Eternal Summer
My Eternal Summer (danska: Min evige sommer) är en dansk dramafilm från som hade premiär på San Sebastián International Film Festival den 23 september 2024. Filmen är regisserad av Sylvia Le Fanu efter ett manus skrivet av Le Fanu och Mads Lind Knudsen.

## Handling
Filmen handlar om den 15-åriga Fanny och hennes föräldrar som åkt till sommarstugan för att tillbringa sommaren. Under ytan ligger en outtalad sorg, eftersom de vet att det blir mammans sista sommar.

## Rollista (i urval)
- Kaya Toft Loholt - Fanny
- Maria Rossing - Karin
- Anders Mossling - Johan
- Fredrik Stenberg Ditlev-Simonsen - Tom